# Bahia (Schiff, 1910)
Die Bahia war ein brasilianischer Aufklärungskreuzer (portugiesisch: cruzador), benannt nach dem brasilianischen Bundesstaat Bahia. Er nahm sowohl am Ersten als auch am Zweiten Weltkrieg aktiv teil. Die Bahia sank am 4. Juli 1945 in der Nähe des Sankt-Peter-und-Sankt-Pauls-Felsens durch einen Unfall bei einer Schießübung innerhalb von drei Minuten, wobei der weitaus größte Teil der Besatzung ums Leben kam. Die brasilianischen Behörden machten für den Untergang anfänglich das deutsche U-Boot U 530, später U 977 verantwortlich, die sich nach der bedingungslosen Kapitulation der Wehrmacht am 8. Mai 1945 beide unabhängig voneinander auf dem Weg zur Internierung in Argentinien befanden. Obwohl der Untergang durch eine Untersuchung brasilianischer und US-amerikanischer Marinebehörden offiziell zweifelsfrei geklärt wurde, wird bis in die Gegenwart die Verschwörungstheorie kolportiert, dass U 977 die Bahia versenkt habe.

## Dienstzeit

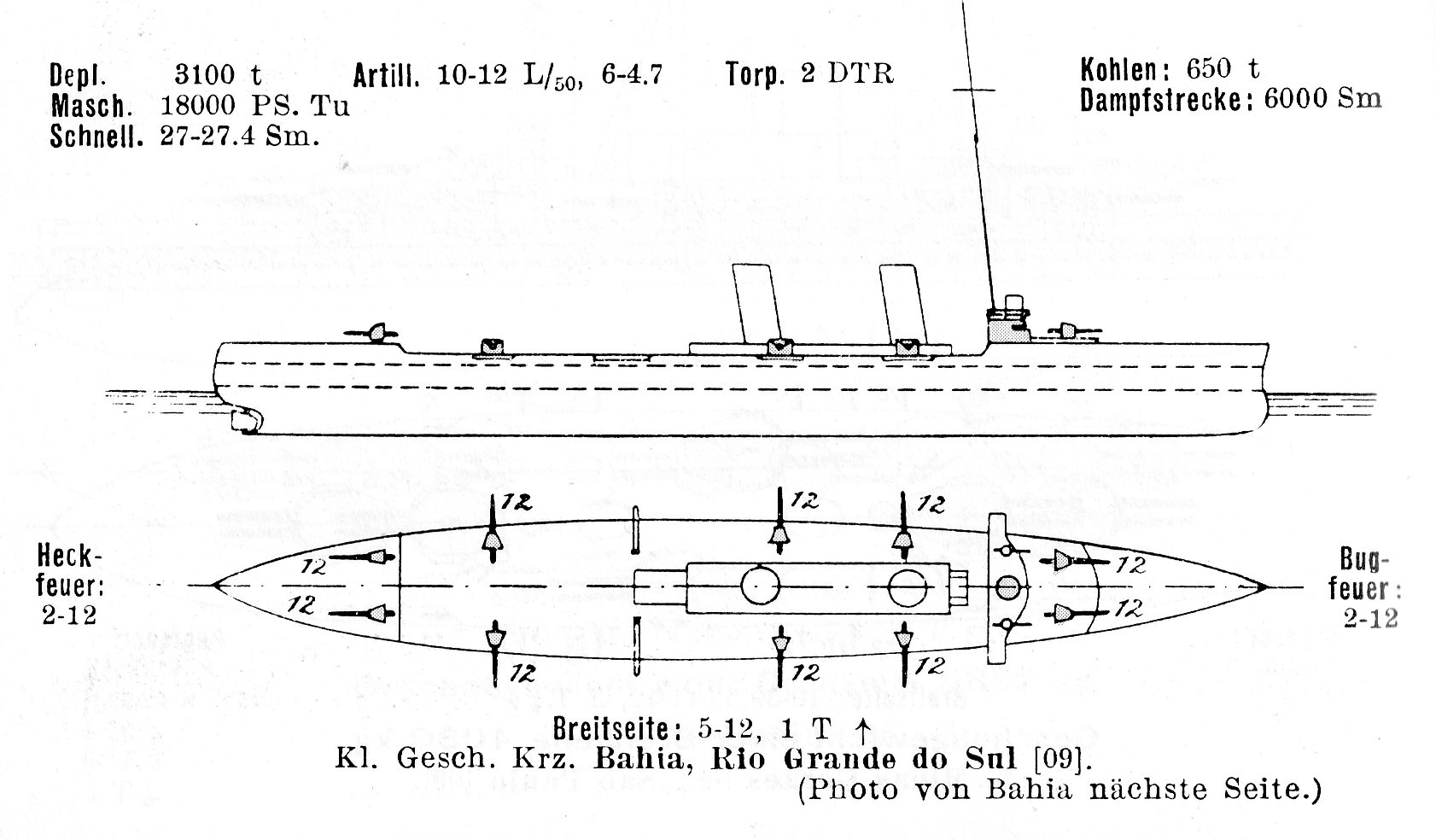
Bahia, Aufriss

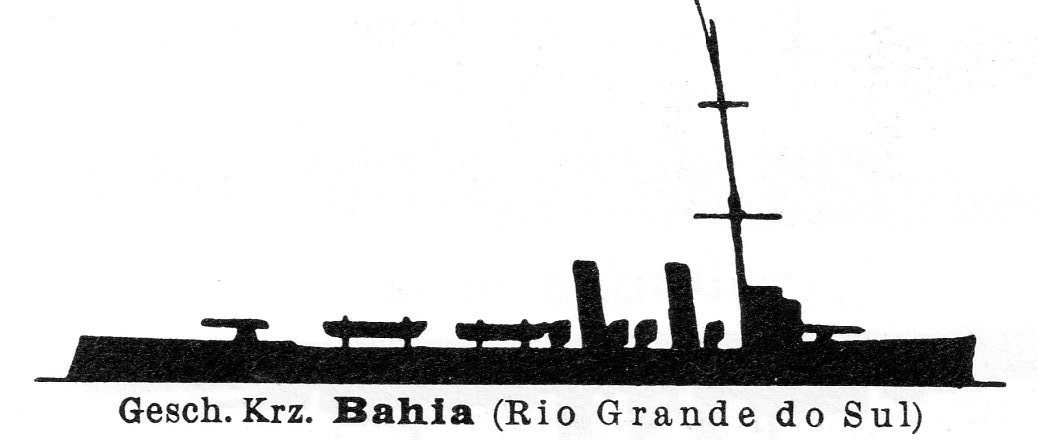
Bahia, Schattenriss

### Marinemeuterei 1910
Während der Marinemeuterei 1910 ermordeten die Meuterer einen Offizier des Kreuzers.

### Erster Weltkrieg
Nach dem Eintritt Brasiliens in den Ersten Weltkrieg am 26. Oktober 1917 wurde die Bahia mit anderen brasilianischen Einheiten zur Unterstützung der Royal Navy im Südatlantik eingesetzt und am 30. Januar 1918 Flaggschiff der „Divisão Naval em Operações de Guerra“ (DNOG = Marinedivision in Kriegsoperationen) unter dem Kommando von Konteradmiral Pedro Max Fernando Frontin.
Ab August 1918 wurde die Division in Westafrika vor der britischen Kolonie Sierra Leone, dem französischen Hafen Dakar und dem Freistaat Liberia eingesetzt. Ihre Aufgabe bestand im Minenräumen und dem Konvoischutz vor deutschen U-Booten. Am 6. September brach an Bord der Bahia im Hafen von Dakar die Spanische Grippe aus und griff auf die anderen Einheiten über. Zeitweise waren bis zu 95 % einiger Schiffsbesatzungen erkrankt. Von den brasilianischen Mannschaften starben 103 Angehörige, 250 Kranke wurden als dienstunfähig nach Brasilien transportiert, wo eine größere Anzahl an den Krankheitsfolgen ebenfalls verstarb.
Am 3. November 1918 wurde der Kreuzer mit anderen Einheiten nach Gibraltar beordert, um im Mittelmeer eingesetzt zu werden, was durch den Waffenstillstand von Compiègne am 11. November 1918 obsolet wurde.

### Zwischenkriegszeit
1925/26 wurde die Bahia eingehend modernisiert und auf Ölfeuerung umgestellt. Dabei wurde die Antriebsanlage erneuert und die fünf Parsons-Turbinen gegen drei Brown-Curtis-Turbinen getauscht sowie die vorhandenen 10 Yarrow-Kessel mit Kohlefeuerung gegen sechs Thornycroft-Kessel mit Ölfeuerung. Das Aussehen veränderte sich dabei signifikant: Der Kreuzer besaß nun drei Schornsteine anstatt den vorher vorhandenen zwei Rauchabzügen. Zudem wurde die Bewaffnung um zwei Torpedorohre, zwei 7,6-cm-Geschütze sowie einige Maschinengewehre erweitert. 1930 nahm der Kreuzer an einem brasilianischen Flottenbesuch in den Vereinigten Staaten teil. 1930, 1932 und 1935 wurde die Bahia auf Regierungsseite gegen Aufständische eingesetzt, so im Bundesstaat Santa Catarina sowie den Häfen Santos und Natal.

### Zweiter Weltkrieg
Nach dem Kriegseintritt Brasiliens in den Zweiten Weltkrieg am 21. August 1942 wurde der Kreuzer intensiv zur Begleitung von Konvois eingesetzt. 1942 und 1944 wurde er erneut modernisiert und mit Radar, Sonar und Einrichtungen zum Abwurf von Wasserbomben ausgerüstet. Im November 1944 begleitete die Bahia den Truppentransporter General M. C. Meigs, auf dem Einheiten des Brasilianischen Expeditionskorps in Europa eingeschifft waren, nach Italien.

## Untergang und Verschwörungstheorie

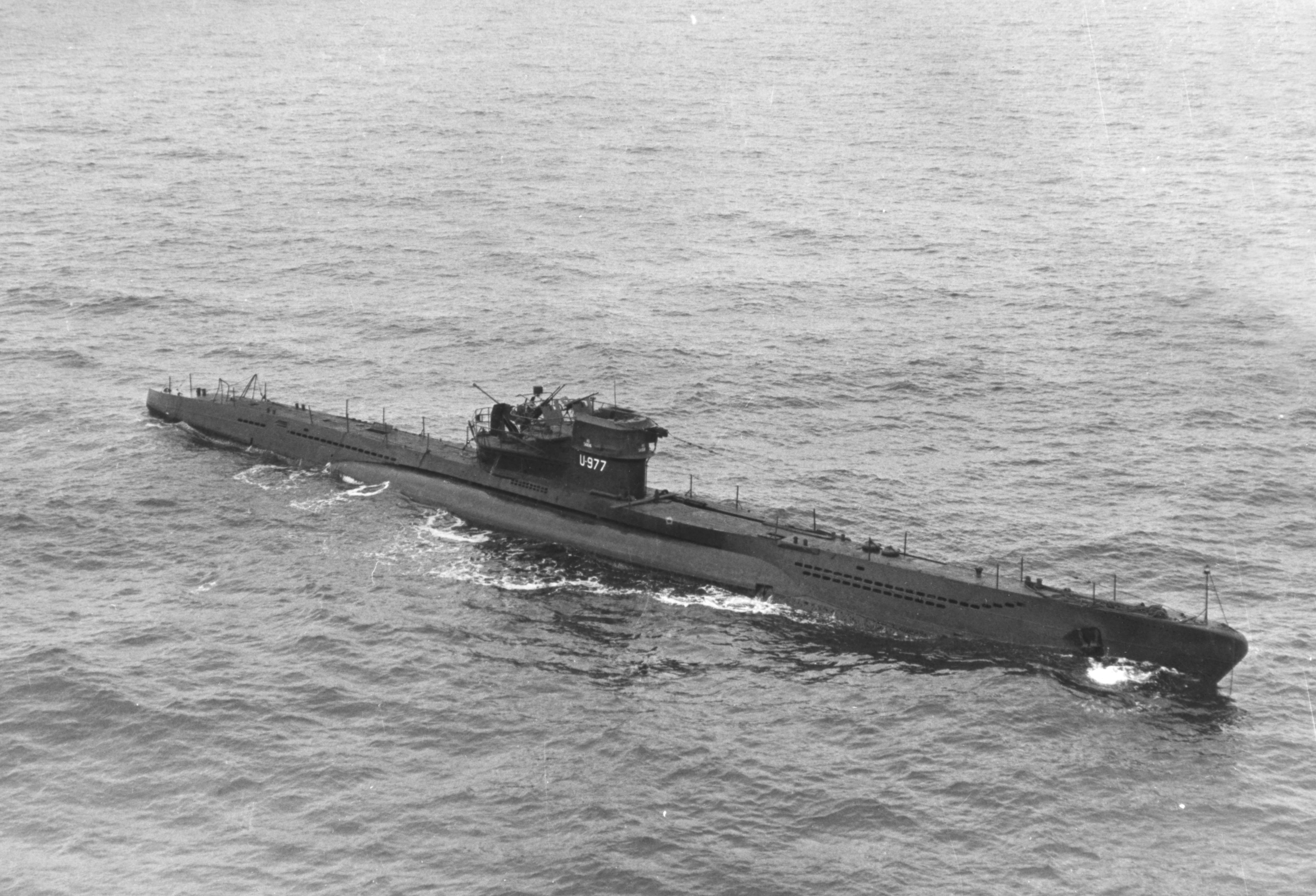
U 977

Nach der bedingungslosen Kapitulation der Wehrmacht am 8. Mai 1945 verblieben auch brasilianische Marineeinheiten auf hoher See, um notfalls als Rettungsschiffe für US-amerikanische Flugzeuge zu dienen, auf denen Truppen vom europäischen zum pazifischen Kriegsschauplatz verschifft wurden; am 6. Juni 1945 erklärte Brasilien dem Japanischen Kaiserreich den Krieg.

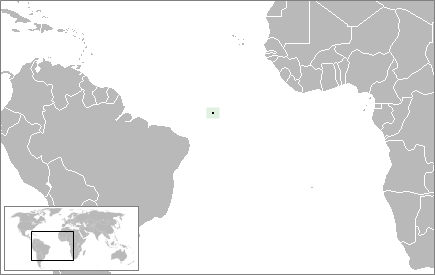
Lage der Sankt-Peter-und-Pauls-Felsen

Bei einer Luftabwehrübung am 4. Juli 1945 nahe der Sankt-Peter-und-Sankt-Pauls-Felsen, gut 1000 km vor der Nordostküste Brasiliens, traf eine oder mehrere 20-mm-Granaten eines Oerlikon-Flugabwehrgeschützes das Zielübungsgerät hinter dem Schiff, jedoch auch den Wasserbombenvorrat am Heck des Kreuzers, was nur durch das Fehlen von Schussabweisern möglich war, die einen Beschuss des eigenen Schiffs verhindern sollen.
Durch die Explosion der Wasserbomben fiel sofort die Maschinenanlage aus. Das Schiff sank innerhalb von drei Minuten, ohne dass noch ein Notruf abgesetzt werden konnte. Der Untergang der Bahia wurde daher erst vier Tage später registriert, als das ablösende Schwesterschiff Rio Grande do Sul am Untergangsort erschien und den Kreuzer nicht vorfand. Am 8. Juli wurden 22 Überlebende durch den britischen Dampfer Balfe (1920–1959) aufgenommen. Die Angaben über die Besatzungsverluste sind je nach Quelle unterschiedlich, offiziell wurden 36 Seeleute als gerettet und 336 als Verluste registriert, darunter vier Funker der United States Navy. Ein Rettungsboot mit Überlebenden erreichte die brasilianische Küste aus eigener Kraft. Überlebende, die sich auf Rettungsflöße gerettet hatten, starben aufgrund hoher Tagestemperaturen und Wassermangel oder durch Haie.
Nach den Berichten von Überlebenden war das Schiff scheinbar auf eine Seemine gelaufen. Als am 10. Juli 1945, sechs Tage nach dem Unglück und zwei Tage nach der Rettung einiger Überlebender durch die Balfe, das deutsche U-Boot U 530 im argentinischen Mar del Plata einlief, vermutete der Chef des brasilianischen Marinenachrichtendienstes, Vizeadmiral Jorge Dodsworth Martins, dass U 530 die Bahia versenkt habe. Die argentinische Marine erklärte jedoch, dass U 530 die Bahia nicht versenkt haben könne, da die Entfernung zwischen Untergangsort und Mar del Plata zu groß sei, um sie in sechs Tagen zu überwinden.
Als am 17. August 1945 U 977 in Mar del Plata eintraf, wurden die brasilianischen Anschuldigungen erneuert. Eine gemeinsame Untersuchung durch brasilianische und US-amerikanische Marinebehörden kam jedoch zum Schluss, dass als Untergangsursache nur der selbst verschuldete Unfall in Frage kam; Hauptzeuge war der einzige überlebende Offizier der Bahia, der in seiner Vernehmung die Schiffsführung belastete, die Sicherheitsmaßnahmen vernachlässigt zu haben.
Diese Untersuchungen wurden von dem argentinischen Journalisten ungarischer Herkunft Ladislao Szabó in seinem 1947 erschienenen Werk „Hitler está vivo“ („Hitler ist am Leben“) in Frage gestellt und bis in die Gegenwart, zuletzt von den argentinischen Autoren Salinas und de Nápoli, hinterfragt. Beide U-Boote hätten einem Geister-Konvoi (spanisch convoi fantasma) angehört, der möglicherweise insgesamt fünf U-Boote umfasste und mit dem führende nationalsozialistische Funktionäre heimlich nach Argentinien verbracht worden wären, u. a. Adolf Hitler, seine Ehefrau Eva Braun und Martin Bormann. Szabó stellte seinerzeit sogar die Behauptung auf, dass die Flüchtlinge eventuell nach Neuschwabenland transportiert worden wären, weshalb 1947 US-Admiral Richard Evelyn Byrd seine Antarktisexpedition (Operation Highjump) durchgeführt habe, um die Flüchtlinge aufzuspüren. Salinas/de Nápoli behaupteten 2006, dass der brasilianische Untersuchungsbericht gefälscht sei, um die Versenkung der Bahia durch U 977 zu vertuschen. Der Kommandant von U 977, Heinz Schaeffer, hatte allerdings bereits in seinen 1950 erstmals publizierten Memoiren die Behauptungen Szabós als Phantastereien eines Laien bezeichnet, der über keinerlei Seefahrtskenntnisse verfüge.